# 松橋峠
松橋峠（まつはしとうげ）は、山形県最上郡舟形町と大蔵村を結ぶ峠である。登山道のみの峠であり、車道は通っておらず、ほぼ廃道化している。

## 概要
舟形町松橋と、棚田で有名な大蔵村沼の台を結ぶ峠である。松橋からは、さらに大石田町次年子を通って、大石田市街や村山市山内へと峠道が続いている。もともとは、肘折温泉を通り、山岳信仰で有名な出羽三山へと参詣に向かう修験の道として開削されたと言われている。
現在は、本来の松橋峠を車で通ることは出来ないが、大きく南を回る別ルートで、松橋と沼の台とを結ぶ林道松橋滝の沢線（未舗装）があり、車で行き来することが可能である。松橋と沼の台の林道入口には案内看板があるものの、林道内の交差点には案内看板がないため道に迷いやすく、峠越えの区間は整備状態も良くない。オフロード車以外での通り抜けはお勧めできない。普段の交通路としての一般車の利用はない。